# Nazionale femminile di calcio della Nuova Zelanda
La nazionale di calcio femminile della Nuova Zelanda è la rappresentativa calcistica femminile della Nuova Zelanda ed è posta sotto l'egida della locale federazione calcistica (NZF). Le giocatrici sono soprannominate The Football Ferns, ovvero le felci del calcio, facendo riferimento alla pianta che è simbolo di molte rappresentative sportive della Nuova Zelanda.
In base alla classifica emessa dalla FIFA il 14 giugno 2024, occupa il 28º posto del FIFA/Coca-Cola Women's World Ranking.

## Storia
La nazionale neozelandese ha esordito nelle competizioni internazionali nell'agosto del 1975, battendo per 2-0 la nazionale di Hong Kong in una partita della prima edizione della Coppa d'Asia, manifestazione che ha poi vinto superando in finale la Thailandia e grazie alle sei reti realizzate da Marilyn Marshall.
Si è qualificata a quattro edizioni dei campionati mondiali (1991, 2007, 2011 e 2015) e in tutte le occasioni non è riuscita a superare la fase a gironi. Vincendo la Coppa delle nazioni oceaniane 1991, superando per la differenza reti la nazionale australiana, la nazionale neozelandese si qualificò per la prima edizione del campionato mondiale 1991. Sorteggiata nel gruppo A, perse tutte e tre le partite, realizzando una sola rete e venendo così eliminata dalla competizione. Tornò a qualificarsi al campionato mondiale sedici anni dopo nel 2007 e ripetendosi anche nelle due edizioni successive del 2011 e del 2015. Anche nell'edizione 2007 perse tutte e tre le partite del gruppo D nel quale era stata sorteggiata, mentre nell'edizione 2011 riuscì a conquistare il primo punto, pareggiando la terza e ultima partita del gruppo B contro il Messico: sotto di due reti, al 90º minuto accorciò le distanze con Rebecca Smith e al quarto minuto di recupero pareggiò la partita grazie alla rete di Hannah Wilkinson. Nell'edizione 2015 la nazionale neozelandese, sorteggiata nel gruppo A, pareggiò sia la sfida alle padrone di casa del Canada sia la partita contro la Cina, ma la sconfitta nella prima partita contro i Paesi Bassi non consentì alle Football Ferns di superare la fase a gironi.
Il 25 luglio 2012 la nazionale neozelandese ha disputato contro la Gran Bretagna la partita inaugurale del torneo olimpico di calcio, che è stato anche il primo evento in assoluto dei Giochi della XXX Olimpiade, visto che, per questioni di calendario, l'incontro si è svolto due giorni prima della cerimonia inaugurale. L'incontro si è giocato al Millennium Stadium di Cardiff e ha visto la vittoria della Gran Bretagna per 1-0. Nella stessa edizione la nazionale neozelandese è riuscita a superare per la prima volta la fase a gironi di un torneo internazionale, accedendo ai quarti di finale, dove è stata poi sconfitta per 2-0 dagli Stati Uniti.
La nazionale neozelandese ha, inoltre, il record di vittorie nella Coppa delle nazioni oceaniane femminile grazie alle sue cinque vittorie in dieci partecipazioni. Nel 1983 vinse l'edizione inaugurale della competizione, superando in finale l'Australia per 3-2 dopo i tempi supplementari. Dopo aver vinto il torneo nel 1991, le Football Ferns tornarono alla vittoria nel 2007, che fu la prima edizione dopo il passaggio dell'Australia alla AFC. Nell'edizione 2010 vinse la finale su Papua Nuova Guinea per 11-0. Nel 2014 la Nuova Zelanda vinse il torneo per la terza volta consecutiva, realizzando 30 reti nelle tre partite del girone finale, senza subirne alcuna, e qualificandosi al campionato mondiale 2015.

## Partecipazioni ai tornei internazionali

### Campionato mondiale
| Anno   | Turno           | G  | V | N | P  | GF | GS | DR  | Pts |
| ------ | --------------- | -- | - | - | -- | -- | -- | --- | --- |
| 1991   | fase a gironi   | 3  | 0 | 0 | 3  | 1  | 11 | -10 | 0   |
| 1991   | non qualificata | -  | - | - | -  | -  | -  | -   | -   |
| 1999   | non qualificata | -  | - | - | -  | -  | -  | -   | -   |
| 2003   | non qualificata | -  | - | - | -  | -  | -  | -   | -   |
| 2007   | fase a gironi   | 3  | 0 | 0 | 3  | 0  | 9  | -9  | 0   |
| 2011   | fase a gironi   | 3  | 0 | 1 | 2  | 4  | 6  | -2  | 1   |
| 2015   | fase a gironi   | 3  | 0 | 2 | 1  | 2  | 3  | -1  | 2   |
| 2019   | fase a gironi   | 3  | 0 | 0 | 3  | 1  | 5  | -4  | 0   |
| 2023   | fase a gironi   | 3  | 1 | 1 | 1  | 1  | 1  | 0   | 4   |
| Totale | 7               | 18 | 1 | 4 | 13 | 9  | 35 | -26 | 7   |

### Giochi olimpici
| Anno   | Turno            | G  | V | N | P  | GF | GS | DR  | Pt |
| ------ | ---------------- | -- | - | - | -- | -- | -- | --- | -- |
| 1996*  | non qualificata  | -  | - | - | -  | -  | -  | -   | -  |
| 2000   | non qualificata  | -  | - | - | -  | -  | -  | -   | -  |
| 2004   | non qualificata  | -  | - | - | -  | -  | -  | -   | -  |
| 2008   | fase a gironi    | 3  | 0 | 1 | 2  | 2  | 7  | -5  | 1  |
| 2012   | quarti di finale | 4  | 1 | 0 | 3  | 3  | 5  | -2  | 3  |
| 2016   | fase a gironi    | 3  | 1 | 0 | 2  | 1  | 5  | -4  | 3  |
| 2020   | fase a gironi    | 3  | 0 | 0 | 3  | 2  | 10 | -8  | 0  |
| 2024   | fase a gironi    | 3  | 0 | 0 | 3  | 2  | 6  | -4  | 0  |
| Totale | 5                | 16 | 2 | 1 | 13 | 10 | 33 | -23 | 7  |

* È stata la prima edizione di una olimpiade ad aver organizzato un torneo di calcio femminile.

### Coppa delle nazioni oceaniane
| Anno   | Risultato     | G  | V  | N* | P | GF  | GS | DR   |
| ------ | ------------- | -- | -- | -- | - | --- | -- | ---- |
| 1983   | Campione      | 4  | 3  | 1  | 0 | 24  | 3  | +21  |
| 1986   | Terzo posto   | 4  | 2  | 0  | 2 | 3   | 3  | 0    |
| 1989   | Secondo posto | 5  | 4  | 0  | 1 | 10  | 1  | +9   |
| 1991   | Campione      | 4  | 3  | 0  | 1 | 28  | 1  | +27  |
| 1994   | Secondo posto | 4  | 3  | 0  | 1 | 10  | 2  | +8   |
| 1998   | Secondo posto | 4  | 3  | 0  | 1 | 41  | 3  | +38  |
| 2003   | Secondo posto | 4  | 3  | 0  | 1 | 29  | 2  | +27  |
| 2007   | Campione      | 3  | 3  | 0  | 0 | 21  | 1  | +20  |
| 2010   | Campione      | 5  | 5  | 0  | 0 | 50  | 0  | +50  |
| 2014   | Campione      | 3  | 3  | 0  | 0 | 30  | 0  | +30  |
| 2018   | Campione      | 5  | 5  | 0  | 0 | 43  | 0  | +43  |
| Totale | 6/11          | 45 | 37 | 1  | 8 | 289 | 16 | +273 |

### Coppa d'Asia
| Anno | Risultato | G | V | N* | P | GF | GS | DR |
| ---- | --------- | - | - | -- | - | -- | -- | -- |
| 1975 | Campione  | 4 | 4 | 0  | 0 | 11 | 3  | +8 |

*I pareggi includono le gare a eliminazione diretta concluse ai calci di rigore.

## Selezionatori
- 1975-1979:  Dave Farrington
- 1980:  Ken Armstrong
- 1981-1982:  Dave Boardman
- 1983-1987:  Roy Cox
- 1988-1994:  Dave Boardman
- 1994:  Jeff Coulshed
- 1995:  Nora Watkins
- 1995-1998:  Maurice Tillotson
- 1999-2000:  Doug Moore
- 2001-2003:  Sandy Davie
- 2003:  Fred Simpson
- 2004:  Alison Grant e  Wendi Henderson
- 2005:  Mike Leonard
- 2006:  John Herdman
- 2006-2007:  Allan Jones
- 2007-2011:  John Herdman
- 2012-2017:  Tony Readings
- 2017:  Andreas Heraf e  Gareth Turnbull
- 2017-2018:  Andreas Heraf
- 2018-2021:  Tom Sermanni
- 2021-2024:  Jitka Klimková
- 2024-:  Michael Mayne

## Tutte le rose

### Campionato mondiale
Coppa del Mondo FIFA 19911 King, 2 Parr, 3 Chaney, 4 Pedruco, 5 Pullen, 6 Taylor, 7 Jacobson, 8 van de Elzen, 9 Henderson, 10 Baker, 11 Crawford, 12 Campbell, 13 Nye, 14 George, 15 McCahill, 16 Robertson, 17 Warring, 18 Smith, CT: Boardman
Coppa del Mondo FIFA 20071 Bindon, 2 Percival, 3 Bromley, 4 Hoyle, 5 Erceg, 6 R. Smith, 7 Thompson, 8 Moorwood, 9 Henderson, 10 Longo, 11 Oostdam, 12 Puckrin, 13 Riley, 14 Ferrara, 15 Jackman, 16 Humphries, 17 Tegg, 18 Duncan, 19 McColl, 20 M. Smith, 21 Howard, CT: Herdman
Coppa del Mondo FIFA 20111 Bindon, 2 Percival, 3 Green, 4 Hoyle, 5 Erceg, 6 Smith, 7 Riley, 8 Moorwood, 9 Hearn, 10 Gregorius, 11 Yallop, 12 Hassett, 13 White, 14 McLaughlin, 15 Kete, 16 Longo, 17 Wilkinson, 18 Bowen, 19 Hill, 20 Clansey, 21 Nayler, CT: Herdman
Coppa del Mondo FIFA 20151 Nayler, 2 Percival, 3 Green, 4 Duncan, 5 Erceg, 6 Stott, 7 Riley, 8 Pereira, 9 Hearn, 10 Gregorius, 11 Yallop, 12 Hassett, 13 White, 14 Bowen, 15 Moore, 16 Longo, 17 Wilkinson, 18 Bott, 19 Millynn, 20 Cleverley, 21 Rolls, 22 Kete, 23 Lichtwark, CT: Readings
Coppa del Mondo FIFA 20191 Nayler, 2 Percival, 3 Green, 4 Bott, 5 Stratford, 6 Stott, 7 Riley, 8 Erceg, 9 Kete, 10 Longo, 11 Gregorius, 12 Hassett, 13 White, 14 Bowen, 15 Morton, 16 Duncan, 17 Wilkinson, 18 Skilton, 19 Satchell, 20 Cleverley, 21 Esson, 22 Chance, 23 Olla, CT: Sermanni
Coppa del Mondo FIFA 20231 Nayler, 2 Percival, 3 Bunge, 4 Bott, 5 Foster, 6 Steinmetz, 7 A. Riley, 8 Cleverley, 9 Rennie, 10 Longo, 11 Chance, 12 Hassett, 13 Stott, 14 Bowen, 15 Satchell, 16 Hand, 17 Wilkinson, 18 Jale, 19 Anton, 20 I. Riley, 21 Esson, 22 Clegg, 23 Leat, CT: Klimková

### Giochi olimpici
Calcio ai Giochi Olimpici Estivi 20081 Bindon, 2 Percival, 3 Green, 4 Hoyle, 5 Erceg, 6 R. Smith, 7 Riley, 8 Moorwood, 9 Hearn, 10 McColl, 11 Yallop, 12 M. Smith, 13 Tegg, 14 Hill, 15 Kete, 16 Leota, 17 Oostdam, 18 Howard, CT: Herdman
Calcio ai Giochi Olimpici Estivi 20121 Bindon, 2 Percival, 3 Green, 4 Hoyle, 5 Erceg, 6 Smith, 7 Riley, 8 Moorwood, 9 Hearn, 10 Gregorius, 11 Yallop, 12 Hassett, 13 White, 14 Hill, 15 Stott, 16 Longo, 17 Wilkinson, 18 Rolls, CT: Readings
Calcio ai Giochi Olimpici Estivi 20161 Nayler, 2 Percival, 3 Green, 4 Duncan, 5 Erceg, 6 Stott, 7 Riley, 8 Pereira, 9 Hearn, 10 Gregorius, 11 Yallop, 12 Hassett, 13 White, 14 Bowen, 15 Moore, 16 Longo, 17 Wilkinson, 18 Rolls, CT: Readings
Calcio ai Giochi Olimpici Estivi 20201 Nayler, 2 Percival, 3 Green, 4 Bott, 5 Moore, 6 Bunge, 7 Riley, 8 Erceg, 9 Rennie, 10 Longo, 11 Chance, 12 Hassett, 13 Satchell, 14 Bowen, 15 Cleverley, 16 Rolston, 17 Wilkinson, 18 Leat, 19 Anton, 20 van der Meer, 21 Robertson, 22 Esson, CT: Sermanni
Calcio ai Giochi Olimpici Estivi 20241 Leat, 2 Taylor, 3 Barry, 4 Bott, 5 Moore, 6 Steinmetz, 7 A. Riley, 8 Fracer, 9 Rennie, 10 I. Riley, 11 Kitching, 12 Esson, 13 Stott, 14 Bowen, 15 Green, 16 Hand, 17 Clegg, 18 Jale, CT: Mayne

### Coppa d'Asia
AFC Women's Asian Cup 19751 Waller, 2 Cox, 3 Chapman, 4 Elrick, 5 Jongeneel, 6 Hetherington , 7 Knox, 8 Simeonoff, 9 Marshall, 10 Poole, 11 Hall, 12 Lee, 13 Richardson, 14 Jacobs, 15 Twiname, CT: Farrington

### Coppa delle nazioni oceaniane
Coppa d'Oceania femminile 20071 Pukrin, 2 Smith, 3 Erceg, 4 Jackman, 5 Bromley, 6 Riley, 7 Percival, 8 Green, 9 Ferrara, 10 Yallop, 11 Oostdam, 12 Moorwood, 13 Hoyle, 14 Longo, 15 McColl, 16 Henderson, 17 Smith, 18 Thompson, 19 Kete, 20 Bindon, CT: Herdman
Coppa d'Oceania femminile 20101 Bindon, 2 Percival, 3 Green, 4 Hoyle, 5 Erceg, 6 Smith, 7 Riley, 8 Moorwood, 9 Hearn, 11 Yallop, 12 Jackman, 13 Armstrong, 14 White, 15 Gregorius, 16 Kete, 17 Wilkinson, 18 Hill, 19 Milne, 20 Clansey, CT: Herdman
Coppa d'Oceania femminile 20141 Nayler, 2 Percival, 4 Hoyle, 5 Erceg, 6 Stott, 7 Riley, 8 Bowden, 9 Hearn, 10 Gregorius, 12 Hassett, 13 White, 15 Moore, 16 Longo, 18 Cleverley, 19 Millynn, 20 Collins, 21 Rolls, 24 Pereira, CT: Readings
Coppa d'Oceania femminile 20181 Nayler, 2 Percival, 3 Green, 4 Bott, 5 Moore, 6 Stott, 7 Riley, 8 Rolston, 9 Rood, 10 Longo, 11 Gregorius, 12 Hassett, 13 White, 14 Bowen, 15 Morton, 16 Anton, 17 Skilton, 18 Jale, 19 Satchell, 20 Steinmetz, 21 Esson, 23 Olla, CT: Sermanni

## Rosa
Lista delle 18 giocatrici convocate dal selezionatore Michael Mayne per il torneo femminile di calcio ai Giochi della XXXIII Olimpiade, in programma dal 24 luglio al 9 agosto 2024. A queste si aggiungono Murphy Sheaff, Claudia Bunge, Michaela Foster e Annalie Longo, indicate come riserve. Presenze e reti al momento delle convocazioni. Numerazione come da lista FIFA.
| N. | Pos. | Giocatore          | Data nascita (età)         | Pres. | Reti | Squadra            |
| -- | ---- | ------------------ | -------------------------- | ----- | ---- | ------------------ |
| 1  | P    | Anna Leat          | 26 giugno 2001 (23 anni)   | 18    | 0    | Aston Villa        |
| 2  | D    | Kate Taylor        | 21 ottobre 2003 (20 anni)  | 16    | 1    | Svincolata         |
| 3  | D    | Mackenzie Barry    | 11 aprile 2001 (23 anni)   | 16    | 0    | Wellington Phoenix |
| 4  | D    | CJ Bott            | 22 aprile 1995 (29 anni)   | 46    | 3    | Leicester City     |
| 5  | D    | Meikayla Moore     | 4 giugno 1996 (28 anni)    | 65    | 4    | Svincolata         |
| 6  | C    | Malia Steinmetz    | 18 gennaio 1999 (25 anni)  | 31    | 0    | Nordsjælland       |
| 7  | D    | Ali Riley          | 30 ottobre 1987 (36 anni)  | 162   | 2    | Angel City         |
| 8  | C    | Macey Fraser       | 11 luglio 2002 (22 anni)   | 5     | 2    | Utah Royals        |
| 9  | A    | Gabi Rennie        | 7 luglio 2001 (23 anni)    | 37    | 2    | Åland United       |
| 10 | C    | Indiah-Paige Riley | 20 dicembre 2001 (22 anni) | 24    | 6    | PSV                |
| 11 | C    | Katie Kitching     | 30 novembre 1998 (25 anni) | 10    | 4    | Sunderland         |
| 12 | P    | Victoria Esson     | 6 marzo 1991 (33 anni)     | 23    | 0    | Rangers            |
| 13 | D    | Rebekah Stott      | 17 giugno 1993 (31 anni)   | 102   | 4    | Melbourne City     |
| 14 | D    | Katie Bowen        | 15 aprile 1994 (30 anni)   | 109   | 4    | Inter              |
| 15 | D    | Ally Green         | 17 agosto 1998 (25 anni)   | 14    | 2    | AGF                |
| 16 | A    | Jacqui Hand        | 19 febbraio 1999 (25 anni) | 27    | 8    | Svincolata         |
| 17 | A    | Milly Clegg        | 1º novembre 2005 (18 anni) | 8     | 1    | Racing Louisville  |
| 18 | A    | Grace Jale         | 10 aprile 1999 (25 anni)   | 31    | 9    | Svincolata         |

## Record individuali
Statistiche aggiornate al 2 marzo 2018.

### Record presenze
| #  | Nome          | Anni      | Presenze | Gol |
| -- | ------------- | --------- | -------- | --- |
| 1  | Abby Erceg    | 2006-2018 | 132      | 6   |
| 2  | Ria Percival  | 2006-     | 128      | 13  |
| 3  | Amber Hearn   | 2004-     | 122      | 54  |
| 4  | Katie Hoyle   | 2006-     | 119      | 1   |
| 5  | Ali Riley     | 2007-     | 113      | 1   |
| 6  | Annalie Longo | 2006-     | 103      | 10  |
| 7  | Kirsty Yallop | 2004-     | 102      | 12  |
| 7  | Betsy Hassett | 2008-     | 102      | 8   |
| 9  | Hayley Bowden | 2003-2015 | 92       | 10  |
| 10 | Rosie White   | 2009-     | 88       | 17  |

### Record reti
| #  | Nome              | Anni      | Gol | Presenze |
| -- | ----------------- | --------- | --- | -------- |
| 1  | Amber Hearn       | 2004-     | 54  | 122      |
| 2  | Wendy Sharpe      | 1980-1995 | 34  | 47       |
| 3  | Sarah Gregorius   | 2010-2016 | 25  | 82       |
| 4  | Hannah Wilkinson  | 2010-     | 24  | 81       |
| 5  | Wendi Henderson   | 1987-2007 | 17  | 64       |
| 5  | Maureen Jacobson  | 1979-1996 | 17  | 53       |
| 5  | Rosie White       | 2009-     | 17  | 88       |
| 8  | Pernille Andersen | 1998      | 15  | 7        |
| 9  | Nicky Smith       | 1998-2007 | 14  | 23       |
| 10 | Maia Jackman      | 1993-2010 | 12  | 50       |
| 10 | Kirsty Yallop     | 2004-     | 12  | 102      |